# Dinamo Samarkanda
Dinamo Samarkanda (uzb. «Dinamo» (Samarqand) professional futbol klubi, ros. Профессиональный футбольный клуб «Динамо» Самарканд, Profiessionalnyj Futbolnyj Kłub "Dinamo" Samarkand) – uzbecki klub piłkarski z siedzibą w Samarkandzie, grający w Olij Liga.

## Historia
Chronologia nazw:
- 1960—1963: Dinamo Samarkanda (ros. «Динамо» Самарканд)
- 1963—1967: Spartak Samarkanda (ros. «Спартак» Самарканд)
- 1967—1968: Sogdiana Samarkanda (ros. «Согдиана» Самарканд)
- 1968—1970: FK Samarkanda (ros. ФК «Самарканд»)
- 1970—1976: Spartak Samarkanda (ros. «Спартак» Самарканд)
- 1976—1991: Dinamo Samarkanda (ros. «Динамо» Самарканд)
- 1991—1993: Marakanda Samarkanda
- 1993—1997: Dinamo Samarkanda
- 1997—1998: Afrosiab Samarkanda
- 1998—2000: FK Samarkanda
- 2000—2008: FK Samarkand-Dinamo
- 2008—...: PFK Dinamo Samarkanda

Klub piłkarski Dinamo został założony w mieście Samarkanda w 1960. Występował w niższej lidze rozgrywkowej ZSRR. Klub często zmieniał nazwy. Od początku istnienia Mistrzostw Uzbekistanu występował w najwyższej lidze uzbeckiej. W latach 1994–1998 występował w Birinczi Liga.

## Sukcesy
- 4. miejsce w Olij Liga: 2000
- finalista Pucharu Uzbekistanu: 2000

## Aktualny skład
| Bramkarze | Bramkarze      |
| --------- | -------------- |
| 1.        | Oleg Garwic    |
| 22.       | Roman Abdyłov  |
| 23.       | Anvar Ismaiłov |

| Obrońcy | Obrońcy           |
| ------- | ----------------- |
| 3.      | Omar Berdýew      |
| 4.      | Dawron Fajzinev   |
| 16.     | Hurszed Uzakbajev |
| 12.     | Jasur Chamrajev   |
| 14.     | Devid Onia        |
| ..      | Filur Djeparov    |

| Pomocnicy | Pomocnicy             |
| --------- | --------------------- |
| 6.        | Leonid Koszelev       |
| 7.        | Rinat Bairamov        |
| 9.        | Murod Hamraiev        |
| 13.       | Szerzod Zainiev       |
| 15.       | Anvar Berdiev         |
| 18.       | Timur Nuriddinov      |
| 30.       | Dilszod Szarafiddonov |
| 35.       | Serik Achmetaliev     |
| 36.       | Sandjar Akramov       |

| Napastnicy | Napastnicy         |
| ---------- | ------------------ |
| 8.         | Patrick Agbo Umomo |
| 10.        | Farhad Tadjiev     |
| 19.        | Ilias Kurbanov     |
| 20.        | Bahodir Nasimov    |
| 24         | Hamdam Rachmanov   |
| 32.        | Otabek Narzyllaiev |
| 33.        | Turgun Kabilov     |
| 34.        | Pawieł Puryszkin   |
| ..         | Bahodur Kamilov    |